# Aimee Mullins

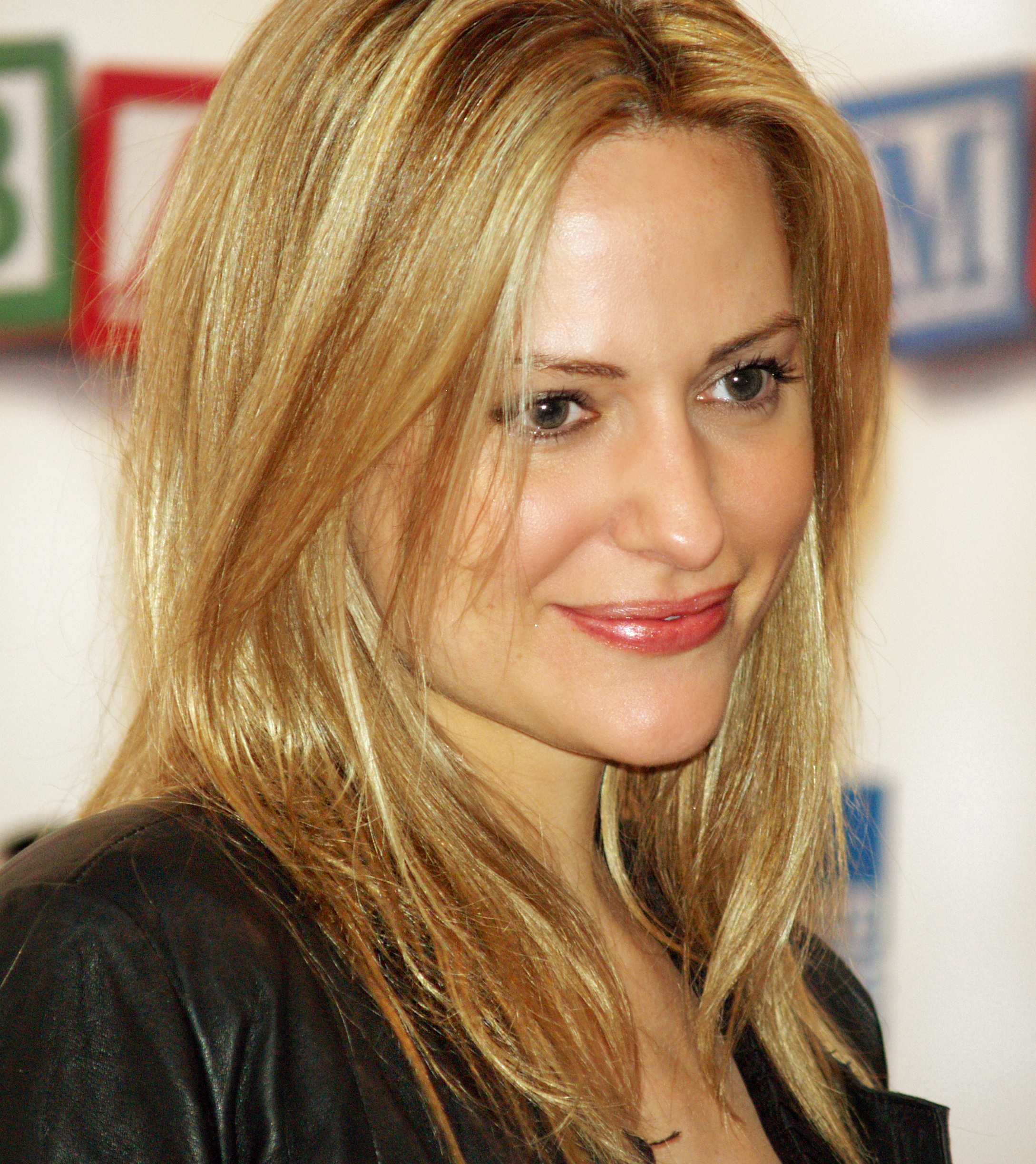
Aimee Mullins (2008)

Aimee Mullins (ur. 20 lipca 1975 w Allentown) – amerykańska sportsmenka, aktorka, modelka. Grała m.in. w filmach Imprezowi rodzice, Niepoczytalna, Odpowiednie zachowanie oraz serialu Stranger Things.

## Życiorys
Gdy miała rok, jej nogi poniżej kolan zostały amputowane z powodu hemimelii.
Magazyn „People” umieścił ją na liście pięćdziesięciu najpiękniejszych osób. Wystartowała na paraolimpiadzie w 1996 w Atlancie. Jej wynik w biegu na 100 metrów wyniósł 17,01 s, a w skoku w dal 3,14 m.
Dzięki używaniu różnych protez nóg, może zmieniać swój wzrost od 172 do 185 cm.
15 kwietnia 2010 wystąpiła w satyrycznym amerykańskim programie telewizyjnym The Colbert Report, mówiąc o swoich 12 parach nóg, z których część była w muzeach. 
W 2011 roku została ambasadorką marki L’Oréal Paris. W marcu na zaproszenie właśnie tej marki przyjechała do Polski.
Aimee wspiera wiele inicjatyw społecznych i organizacji charytatywnych.

## Filmografia
- 2002: Cremaster 3
- 2003: Poirot (odc. Five Little Pigs)
- 2006: Marvelous - Becka
- 2008: Quid pro quo - Raine
- 2014: Ostatnie pokolenie - Katherine Holm
- 2014: Odpowiednie zachowanie - Sasha
- 2014: Herb piratów - Antoinette (serial TV)
- 2016-17: Stranger Things - Terry Ives (serial Netflix)
- 2018: Niepoczytalna[5] - Ashley Brighterhouse
- 2019: Imprezowi rodzice - Heidi Bianchi
- 2020: Devs - Anya (serial TV)